# 우르모 아바
우르모 아바(에스토니아어: Urmo Aava, [urmo ɑ:ʋɑ], 1979년 2월 2일 ~ )는 세계 랠리 선수권대회에서 활동하는 에스토니아의 자동차 경주 선수다. 그의 정규 보조운전자는 쿨다르 시크이다.

## 경력

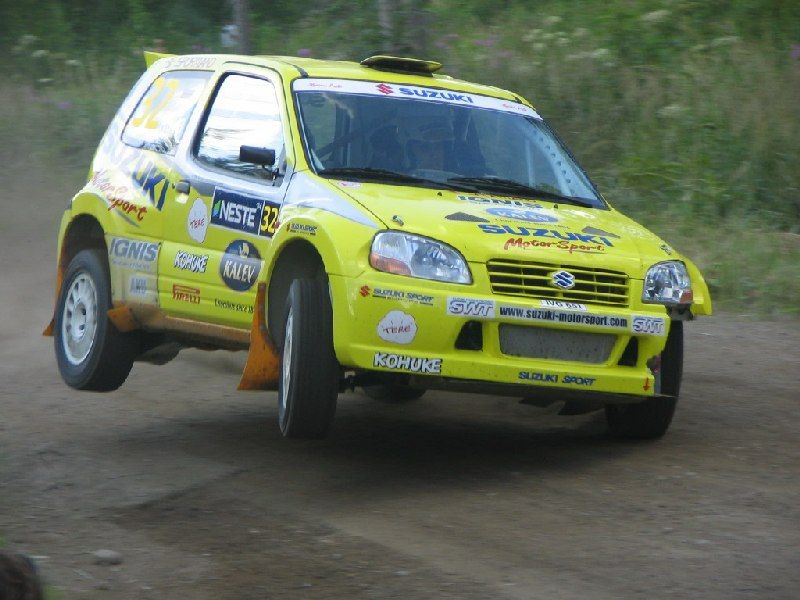
2004년 핀란드 랠리에서 아바가 스즈키 이그니스를 몰고 있다.

2008 - 시트로앵 C4 WRC로 10경기 참가
2007 - JWRC 2위
2006 - JWRC 2위
2003 - 스즈키 주니어 세계 랠리 팀에 참가

아바는 2002년 세계랠리차로 핀란드 랠리에 참가했고(그리고 성공적이지도 않았다.) 그 뒤 2WD 1600cc 주니어 세계 랠리 선수권대회에 참가했다.
그는 2003년에 스즈키의 주니어 팀에 참가했고 그 뒤 5년 동안 초반에는 이그니스, 후반에는 스위프트 JWRC차로 꽤 성공적인 시즌을 보냈다. 그는 JWRC 두 경기에서 우승했는데 2006년 터키와 2007년 사르디니아이며 2006년과 2007년에 각각 2위로 시즌을 마쳤다.
2007년에 아바는 이미 4WD 카테고리로 넘어가서 미쓰비시 랜서 WRC로 3경기에 참가하여 핀란드에서 종합 7위, 그리고 미쓰비시 랜서 WRC가 마지막으로 등장한 경기인 뉴질랜드에서 8위로 마쳤다.
2008년에 아바와 에스토니아의 후원자들은 '세계 랠리 팀 에스토니아'라는 기치 아래 시트로앵 C4 WRC를 타고 10경기에 참가하기로 결정했다. 차량은 PH 스포츠에서 운영되었고 시트로앵 스포츠 공학의 지원을 받았다. 첫 경기는 스웨덴이었고 두 번째 경기인 요르단 랠리에서는 마지막 날 기계적인 문제로 퇴장하기 전까지 5위였다. 사르디니아에서는 8위였고 아크로폴리스 랠리에서는 스테이지 우승 두 개를 포함해 가장 높은 성적인 종합 4위로 완주했다. 시즌 후반부에서는 뉴질랜드에서 5위로 완주한 것이 가장 좋은 성적이었다.
아바가 2009년에 시트로앵에서 포드로 바꾼 것은 비 시즌 동안 가장 주목할만한 선수이동 중 하나였다. 올해 그는 보조운전자인 쿨다르 식과 함께 스토바트 VK M-스포츠 포드의 포커스를 타고 노르웨이, 포르투갈, 이탈리아, 폴란드, 핀란드, 에스파냐, 영국 이렇게 8경기에 참가할 것이다.

## WRC 성적
| 연도 | 팀                                | 차                    | 1           | 2          | 3           | 4          | 5           | 6          | 7           | 8          | 9          | 10          | 11         | 12          | 13          | 14        | 15          | 16      | 순위 | 포인트 |
| ---- | --------------------------------- | --------------------- | ----------- | ---------- | ----------- | ---------- | ----------- | ---------- | ----------- | ---------- | ---------- | ----------- | ---------- | ----------- | ----------- | --------- | ----------- | ------- | ---- | ------ |
| 2002 | 우르모 아바                       | 포드 포커스 WRC       | 모나코      | 스웨덴     | 프랑스      | 에스파냐   | 키프로스    | 아르헨티나 | 그리스      | 케냐       | 핀란드 0   | 독일        | 이탈리아   | 뉴질랜드    | 호주        | 영국      |             |         | -    | 0      |
| 2003 | 우르모 아바                       | 스즈키 이그니스 S1600 | 모나코 20   | 스웨덴     | 터키 0      | 뉴질랜드   | 아르헨티나  | 그리스 19  | 키프로스    | 독일       | 핀란드 25  | 호주        | 이탈리아 0 | 프랑스      | 에스파냐 24 | 영국 0    |             |         | -    | 0      |
| 2004 | 우르모 아바                       | 스즈키 이그니스 S1600 | 모나코 12   | 스웨덴     | 멕시코      | 뉴질랜드   | 키프로스    | 그리스 0   | 터키 16     | 아르헨티나 | 핀란드 23  | 독일        | 일본       | 영국 0      | 이탈리아 0  | 프랑스    | 에스파냐 0  | 호주    | -    | 0      |
| 2005 | 우르모 아바                       | 스즈키 이그니스 S1600 | 모나코 0    | 스웨덴     | 멕시코      | 뉴질랜드   | 이탈리아 19 | 키프로스   | 터키        | 그리스 19  | 아르헨티나 | 핀란드 16   | 독일 0     | 영국        | 일본        | 프랑스 19 | 에스파냐 21 | 호주    | -    | 0      |
| 2006 | 우르모 아바                       | 스즈키 스위프트 S1600 | 모나코      | 스웨덴 22  | 멕시코      | 에스파냐   | 프랑스 17   | 아르헨티나 | 이탈리아 18 | 그리스     | 독일       | 핀란드 실격 | 일본       | 키프로스    | 터키 16     | 호주      | 뉴질랜드    | 영국 42 | -    | 0      |
| 2007 | 우르모 아바                       | 스즈키 스위프트 S1600 | 모나코      | 스웨덴     | 노르웨이 28 | 멕시코     | 포르투갈 15 | 아르헨티나 | 이탈리아 13 |            |            | 독일 12     |            | 에스파냐 18 | 프랑스 0    | 일본 15   | 아일랜드    | 영국    | 19위 | 3      |
| 2007 | 우르모 아바                       | 미쓰비시 랜서 WRC05   |             |            |             |            |             |            |             | 그리스 14  | 핀란드 7   |             | 뉴질랜드 8 |             |             |           |             |         | 19위 | 3      |
| 2008 | 세계 랠리 팀 에스토니아           | 시트로앵 C4 WRC       | 모나코      | 스웨덴 18  | 멕시코      | 아르헨티나 | 요르단 0    | 이탈리아 8 | 그리스 4    | 터키 0     | 핀란드 15  | 독일 8      | 뉴질랜드 5 | 에스파냐 0  | 프랑스 7    | 일본      | 영국        |         | 11위 | 13     |
| 2009 | 스토바트 VK M-스포츠 포드 랠리 팀 | 포드 포커스 RS WRC 08 | 아일랜드 10 | 노르웨이 8 | 키프로스    | 포르투갈   | 아르헨티나  | 이탈리아   | 그리스      | 폴란드     |            |             |            |             |             |           |             |         | 19위 | 1      |
| 2009 | 우르모 아바                       | 혼다 시빅 타입-R R3   |             |            |             |            |             |            |             |            | 핀란드 29  | 호주        | 에스파냐   | 영국        |             |           |             |         | 19위 | 1      |